# Чистостемское (сельское поселение)
Чистостемское — упразднённое муниципальное образование со статусом сельского поселения в составе Увинского района Удмуртии.
Административный центр — деревня Чистостем.
Образовано в 2005 году в результате реформы местного самоуправления.
Законом Удмуртской Республики от 17.05.2021 № 48-РЗ к 30 мая 2021 года упразднено в связи с преобразованием муниципального района в муниципальный округ.

## Географические данные
Находится на востоке района, граничит:
- на западе с Ува-Туклинским сельским поселением
- на севере с Увинским и Каркалайским
- на востоке с Кыйлудским сельским поселением
- на юго-востоке с Нылгинским и Кулябинским
- на юге с Вавожским районом

По границам поселения протекают реки Ува и Нылга.

## Население
| 2010 | 2012 | 2013 | 2014 | 2015 | 2016 | 2017 |
| ---- | ---- | ---- | ---- | ---- | ---- | ---- |
| 825  | ↘796 | ↘771 | ↘769 | ↘751 | ↘748 | ↘741 |
| 2018 | 2019 | 2020 |      |      |      |      |
| ↘731 | ↘704 | ↘694 |      |      |      |      |

## Населенные пункты
| Название    | Тип населённого пункта          | Население 2007 год | Почтовый индекс | ОКАТО       |
| ----------- | ------------------------------- | ------------------ | --------------- | ----------- |
| Чистостем   | Деревня, административный центр | 416                | 427259          | 94244882001 |
| Киби-Жикья  | Село                            | 497                | 427259          | 94244882006 |
| Ключевая    | Деревня                         | 17                 | 427259          | 94244882002 |
| Лесоучасток | Деревня                         | 4                  | 427233          | 94244882003 |
| Урдогурт    | Деревня                         | 42                 | 427259          | 94244882004 |

## Экономика
- СПК «Колхоз Ударник»
- Охотхозяйство
- Отделение почтовой связи
- Увинское линейно-производственное управление магистральных газопроводов филиал ООО «Газпром трансгаз Чайковский»КС «Вавожская» (трасса газопровода «Ямбург-Тула»)
- учебное хозяйство СПТУ 37
- 45 кварталов Увинского лесхоза
- П/х Лесное
- МОУ "Чистостемская основная общеобразовательная школа»
- МОУ «Киби-Жикьинская средняя общеобразовательная школа»
- МДОУ «Чистостемский детский сад»
- МДОУ «Киби-Жикьинский детский сад»
- библиотека
- 2 фельдшерско-акушерских пункта
- 2 клуба